# جامعة تيرامو
جامعة تيرامو (بالإيطالية: Università degli Studi di Teramo, UNITE)‏ هي جامعة تقع في تيرامو في إيطاليا. أنشئت المؤسسة الأكاديمية في عام 1993 بعد فصلها عن جامعة كييتي في لحظة من التوتر الشديد بين أنصار «الحكم الذاتي» وأولئك الذين يريدون الحفاظ على البنية التقليدية.